# تاليشة العليا (سبيدار)
تالیشة العلیا (بالفارسية: تالیشه علیا) هي قرية تقع في إيران في قسم سبیدار الريفي. يقدر عدد سكانها بـ 16 نسمة .